# La Valse des Monstres
La Valse de monstres è il primo album del musicista minimalista francese Yann Tiersen.

## Tracce
1. Mouvement introductif – 2:04
2. La Valse des monstres – 3:42
3. Frida – 1:32
4. Quimper 94 – 2:52
5. Ballendaï – 2:16
6. Comptine d'été n° 17 – 2:12
7. Cléo au trapèze – 2:06
8. La Valse des monstres – 2:08
9. Le Banquet – 1:32
10. Comptine d'été n° 17 – 2:32
11. Mouvement introductif – 5:36
12. La Rue – 1:22
13. Iwakichi – 3:13
14. Hanako – 2:48
15. La Plaisanterie – 2:58
16. Le Compteur – 4:02
17. Mouvement introductif – 1:49

## Collaboratori
- Laurent Heudes – percussioni in "Le Banquet" e "Quimper 94"